# Der Bauer und sein Prinz
Der Bauer und sein Prinz ist ein Dokumentarfilm von Bertram Verhaag aus dem Jahr 2013 über die landwirtschaftlichen Aktivitäten von Prinz Charles. Im Film stellt David Wilson, seit 1985 Manager der Duchy Home Farm auf dem Anwesen Highgrove House, die einzelnen ökologischen Projekte des Hofes vor. Darunter sind z. B.:
- Erhaltung alter Nutztier-Rassen
- artgerechte Tierhaltung
- Feld- und Bodenpflege

Nach Aussage des Films arbeiten die Betriebe profitabel. In Interviews äußern Vandana Shiva, Hartmut Vogtmann und Auma Obama deutliche Kritik an der konventionellen Landwirtschaft.

## Kritiken
- Der Bauer und sein Prinz bei diekinokritiker.de